# Autorizzazione integrata ambientale
L'autorizzazione integrata ambientale (AIA) è l'autorizzazione di cui necessitano alcune aziende per uniformarsi ai principi di integrated pollution prevention and control (IPPC) dettati dall'Unione europea a partire dal 1996. Da allora il quadro normativo di riferimento per le AIA è comune in tutta Europa: venne inizialmente istituito con la Direttiva 96/61/CE, riscritto dalla Direttiva 2008/1/CE e poi confluito nella Direttiva emissioni industriali (IED, Dir. 2010/75/UE). La Direttiva IPPC n. 96/61/CE fissò entro il 2007 il termine d'adeguamento oltre il quale determinate tipologie di installazioni produttive non possono più operare senza un'AIA; le attività produttive che devono sottostare a queste procedure d'autorizzazione sono quelle più rilevanti per l'ambiente. 
La disciplina IPPC-IED inoltre per le AIA prevede l'obbligo d'informazione e partecipazione dei cittadini e l'approccio di collaborazione tra amministrazioni e gestori impianti per conseguire un miglioramento continuo delle performance ambientali. Le AIA sono collegate a diverse altre procedure d'autorizzazione, previste dalle norme europee e nazionali; in particolare le AIA sono connesse alle Valutazioni d’Impatto Ambientale (VIA) ed alle Autorizzazioni Uniche Ambientali (AUA, che incorporano in un unico atto diverse autorizzazioni ambientali applicate a tutte le categorie di imprese ed impianti non soggetti ad AIA o VIA).

## Caratteristiche
L'AIA è l'autorizzazione integrata necessaria per l'esercizio di alcune tipologie di installazioni produttive che possono produrre danni ambientali significativi; è integrata nel senso che nelle relative valutazioni tecniche sono considerati congiuntamente i diversi danni sull'ambiente causati dall'attività da autorizzare, nonché tutte le condizioni di funzionamento dell'installazione (non solo a regime, ma anche nei periodi transitori ed in fase di dismissione), perseguendo quindi una prestazione ambientale ottimale. Tale obiettivo è tipicamente raggiunto con l'individuazione e l'adozione delle migliori tecniche disponibili (MTD, o BAT, Best Available Techniques), ovvero le tecniche impiantistiche, di controllo e di gestione che, tra quelle tecnicamente realizzabili nello specifico contesto ed economicamente sostenibili a livello di settore, garantiscono prestazioni ambientali ottimali in un'ottica integrata. Nei casi più complicati la ricerca di tale soluzione ottimale può richiedere analisi costi-benefici. Nei casi più semplici per la soluzione da proporre si può fare riferimento alle tecniche indicate, ad esempio, in specifici documenti comunitari (detti BREF e BATC, scaricabili dal sito del Centro Comune di Ricerca europeo specificamente dedicato a queste tecniche).
Nell'AIA l'autorità pubblica competente, sulla base delle analisi proposte dal gestore dell'installazione da autorizzare, dovrebbe confermare la corretta individuazione delle MTD e delineare il crono programma per la loro implementazione. L'AIA considera in ogni caso come punti fermi il rispetto dei requisiti minimi stabiliti nelle norme ambientali di settore, le eventuali prescrizioni in materia di Valutazione di impatto ambientale, la compatibilità con le norme di qualità ambientale (ad esempio stabilite in piani di Qualità dell'aria, oppure in altri piani eventualmente soggetti a Valutazione ambientale strategica, oppure nelle prescrizioni in materia di industrie insalubri, adottate delle autorità sanitarie con Ordinanza contingibile e urgente, oppure nelle prescrizioni per la gestione del rischio da incidente rilevante emanate ai sensi della Direttiva Seveso).
L'AIA non è lo strumento specifico per valutare la compatibilità di una installazione produttiva con il suo contesto territoriale, ma piuttosto è la procedura con la quale verificare che l'esercizio da autorizzare abbia pressioni ambientali limitate, conformi con condizioni prefissate (in un BREF, in una VIA o in una qualche norma di qualità ambientale) per limitare l'inquinamento ed i consumi di risorse ambientali. L'applicazione dei principi IPPC-IED non garantisce di per sé la compatibilità ambientale dell'installazione con il contesto ambientale circostante, quanto piuttosto l'adozione di tecniche ambientalmente più efficienti e quindi un minore inquinamento specifico (ovvero per unità di prodotto) a livello di Unione Europea.

## Soggetti interessati
Le categorie di attività soggette a tale autorizzazione sono dettagliatamente indicate dalla norma (allegato VIII alla parte seconda del D.Lgs. 152/06), e in sintesi sono:
- le attività energetiche,
- le attività di produzione e trasformazione dei metalli,
- le attività dell'industria dei prodotti minerali,
- le attività dell'industria chimica,
- le attività di gestione dei rifiuti
- alcune altre attività come le cartiere, le concerie, i macelli, gli allevamenti intensivi.

In Italia sono censiti oltre 5.500 installazioni soggette alle AIA. Nell'intera UE poco meno di 50.000. Maggiori dettagli sono reperibili sul sito della Commissione Europea.

## Applicazione
Per il suo carattere multidisciplinare la materia IPPC-IED è stata applicata in maniera molto differente nei diversi paesi dell'Unione Europea, anche in relazione al precedente assetto di competenze.
Alcuni paesi, come il Regno Unito, già rilasciavano autorizzazioni molto simili all'AIA, e pertanto hanno dovuto solo verificare la coerenza delle precedenti valutazioni con i nuovi requisiti. In altri paesi, come la Francia, in cui l'attribuzione di competenze era comunque già strutturata in maniera "verticale" a livello di prefetture, è stato sufficiente riformare i procedimenti per garantire la presenza dei requisiti IPPC nei nuovi provvedimenti autorizzativi. Infine in paesi come la Germania e l'Italia, in cui le competenze sono attribuite "orizzontalmente" per materia a diversi soggetti, è stato necessario studiare anche il modo di garantire la conduzione di istruttorie coordinate.
Altre significative differenze applicative da Paese a Paese riguardano la periodicità dei rinnovi, il coordinamento con altre autorizzazioni (non ambientali), i sistemi tariffari e la frequenza dei controlli. Informazioni più dettagliate sullo stato di applicazione della disciplina IPPC, anche con riferimento agli altri paesi dell'Unione Europea, possono essere reperite sul sito istituzionale della Commissione Europea.

### Italia
In Italia, la materia IPPC è stata compiutamente disciplinata nel Decreto legislativo 18 febbraio 2005, n. 59, in recepimento della Direttiva Europea 96/61/CE, ed è successivamente confluita nel Testo Unico sull'Ambiente. 
L'Italia ha subito una condanna dalla Corte di Giustizia dell'Unione Europea per i ritardi nell'attuazione della disciplina IPPC riscontrati all'aprile 2009. Le situazioni che hanno determinato tale condanna sono state definitivamente superate nel corso dell'anno 2013. Comunque la procedura italiana per le AIA ha subito ulteriori modifiche, tra cui quelle dettate dal D.lgs 46/2014. Nel tempo si è passati da una durata delle autorizzazioni pari a 5 anni a 10 anni; l'autorizzazione può durare anche 12 anni se l'installazione possiede certificati UNI EN ISO 14001, oppure 16 anni nel caso l'impianto sia registrato EMAS. Per usufruire della durata superiore a 10 anni, le autorizzazioni ISO ed EMAS devono essere possedute al momento del rilascio dell'autorizzazione. Trascorsi questi termini di 10, 12 o 16 anni, se non vi fossero modifiche sostanziali nel ciclo produttivo, è comunque necessario effettuare un riesame dell'autorizzazione per considerare eventuali tecniche migliorative (MTD). 
L'autorità competente per il rilascio dell'AIA delle installazioni minori è generalmente la Regione o (su delega della Regione) la Provincia. Per gli impianti più rilevanti l'AIA è invece rilasciata dal Ministro dell'Ambiente, sulla base di un lavoro istruttorio svolto da una specifica commissione tecnica. La fase istruttoria è svolta attraverso una Conferenza dei Servizi, indetta dall'autorità competente, all'interno della quale intervengono vari enti interessati, tra cui il sindaco del Comune interessato che esprime eventuali determinazioni in materia sanitaria o urbanistica. 
Data la sua connotazione di autorizzazione integrata, l'AIA dovrebbe sostituire le altre autorizzazioni ambientali di settore necessarie per l'esercizio degli impianti. In Italia dall'entrata in vigore del decreto legislativo 29 giugno 2010, n. 128, l'autorizzazione integrata ambientale dovrebbe sostituire alcune autorizzazioni settoriali in materia ambientale: 
- autorizzazioni alle emissioni in atmosfera (titolo I della parte quinta del decreto legislativo 3 aprile 2006, n. 152);

- autorizzazioni allo scarico di reflui (capo II del titolo IV della parte terza del decreto legislativo 3 aprile 2006, n. 152);
- autorizzazioni per smaltimento e recupero di rifiuti (art. 208 del decreto legislativo 3 aprile 2006, n. 152);
- autorizzazioni allo smaltimento di apparecchi contenenti PCB-PCT (decreto legislativo 22 maggio 1999, n. 209, art. 7);
- autorizzazione all'uso di fanghi derivanti dal processo di depurazione in agricoltura (decreto legislativo 27 gennaio 1992, n. 99, art. 9).

Nelle Regioni italiane l'applicazione operativa della disciplina IPPC-IED è ancora molto differenziata; la disomogeneità dei comportamenti reali richiede lo sviluppo di metodi e di modalità comuni per l'AIA, necessari per rispettare sia i riferimenti normativi sia i principi più generali dell'analisi ambientale che dovrebbero essere applicati dagli operatori: i gestori ed i tecnici richiedenti le autorizzazioni, le autorità ambientali, gli organi di vigilanza ambientale, ecc.